# تشارلي ويلسون (لاعب كرة قدم)
تشارلي ويلسون (بالإنجليزية: Charlie Wilson)‏ (1 فبراير 1877 في المملكة المتحدة - 2000) هو لاعب كرة قدم بريطاني (وحمل سابقاً جنسية المملكة المتحدة لبريطانيا العظمى وأيرلندا) في مركز نصف الجناح. لعب مع ستوكبورت كونتي ونادي ليفربول.